# Josué Janavel
Josué Janavel, en Italien Giosuè Gianavello, (1617-1690) est l'un des capitaines vaudois, qui se fit connaître pour son courage lors de la résistance des Pâques vaudoises de 1655, contre les troupes du duché de Savoie, puis conçut la Glorieuse Rentrée, l'expédition d'août 1689, forte de neuf cents hommes et dirigée par le pasteur Henri Arnaud.

## Biographie
Josué Janavel, qui avait pour sœur Marguerite Garnier, était à l'origine un paysan de Rora, vallon situé sur la gauche du Val Pellice, dans le Piémont italien. Avec ses hommes, surnommés les Banditi (les bandits), il parcourait le « vallon des bandits », pendant leurs déplacements stratégiques lors de leurs actions de guérilla.
Lors des Pâques vaudoises, appelées aussi « Pâques piémontaises », période de répression sanglante menée en 1655 contre les populations d'une dizaine de vallées italiennes, qui ont préfiguré les dragonnades, il fait face aux 40 000 hommes de l'armée du marquis de Pianezza. C'est l'un des deux capitaines de la révolte des Vaudois, avec le jeune Barthélémy Jahier, mort en juin 1655, auquel succède son frère Jacques Jahier, tandis que Janavel est lui-même blessé. Janavel sera surnommé « le colonel ». La cour de Turin a rendu un édit qui fixe les sommes pour la mise à prix de la tête des deux hommes à respectivement 600 et 300 ducats. Janavel est condamné en 1663 à la mise au ban, à la confiscation de ses biens, à la torture et à la mort. Son gendre Étienne Revel fait aussi partie des chefs vaudois, il est emmené de force à Turin dès les premiers combats.
Janavel se réfugie en 1664 à Genève avec une quarantaine d’autres hommes expulsés du Piémont. Il loge à l’auberge du Flacon, une maison située sous l’église de la Madeleine. Le lieu devient une base pour les exilés vaudois. Début 1687, il participe à l'accueil de nombreux réfugiés survivants des massacres de 1686, exténués, affamés et malades. Ces réfugiés continueront leur chemin vers d’autres villes protestantes en Suisse et en Allemagne. Certains cependant préparent activement leur retour au Piémont. L’activité de Janavel inquiète, le roi de France fait pression, les autorités expulsent le chef rebelle en juin 1687, mais son retour à Genève est toléré après seulement trois semaines, pour raison de santé.
Janavel rédige de 1685 à 1688 des Instructions militaires. Il contribue dans le détail à la préparation de la « Glorieuse Rentrée », l'expédition d'août 1689, au départ de Prangins, qui permit à une grande partie des Vaudois de revenir dans les vallées. Cependant il est trop âgé pour y participer. Il apprendra dans sa retraite genevoise le succès de cette expédition de 200 kilomètres, par les crêtes et les cols,.
Il meurt à Genève en 1690. Une plaque à sa mémoire est posée en 2017 sur la maison où il vécut (rue de la Madeleine 13).